# Колесо Фортуны (мультфильм)
«Колесо Фортуны» — рисованный мультфильм 1980 года. Шуточная история первой Олимпиады.

## Сюжет
На экране Древняя Греция. Дедал создал крылья — Икар учится летать. Геракл укрощает трёхголового пса Кербера. Бог войны Арес разрушает храмы и мраморные статуи, отлетевшая каменная голова сбивает с ног Геракла и пёс от него убегает. Геракл стучит по лбу каменной головы и вызывает Ареса на спортивный поединок. Зевс смеётся и одобряет соревнования. Гефест разжигает огонь в чаше вулкана. Арес снимает с себя доспехи и оружие. Крылатый посланец Зевса звуками трубы возвещает начало соревнований. Сначала — борьба, затем метание диска. Геракл попадает диском на стол Зевса, Арес имитирует бросок и прячет диск в набедренную повязку. Зевс гневается и швыряет в Ареса три молнии. Далее соревнования по стрельбе из лука. Арес попадает в вазу, а Геракл — в дырку от стрелы Ареса. Затем гонки на колесницах. Арес толкает Геракла и падает сам. К финишу первыми прибегают лошади. Дальше — прыжки в длину. Геракл пролетает дальше. Теперь соревнования по бегу. Арес снова жульничает, и Зевс снова мечет в него молнии. Затем соревнования по поднятию тяжестей, по боксу. Геракл побеждает в честном бою, и Зевс присуждает ему победу. Фортуна осыпает Геракла цветами и надевает ему на голову лавровый венок победителя. Зрители в полном восторге подбрасывают Геракла в воздух, а потом устанавливают в его честь статуи.

## Создатели
| Авторы сценария           | Леонид Лиходеев, Анатолий Солин |
| Режиссёр                  | Анатолий Солин |
| Художник-постановщик      | Инна Пшеничная |
| Оператор                  | Владимир Милованов |
| Композитор                | Шандор Каллош |
| Звукооператор             | Виталий Азаровский |
| Художники-мультипликаторы | Владимир Попов, Светлана Сичкарь, Давид Черкасский, Семён Петецкий, Константин Чикин, Андрей Колков, Александр Левчик                                  |
| Художники                 | Радна Сахалтуев, Александр Сичкарь, Владимир Пекарь, Ольга Киселёва, Леонид Шварцман, Ирина Гундырева, Елена Строганова, Л. Хорошкова, Ирина Черенкова |
| Монтажёр                  | Галина Дробинина |
| Редактор                  | Александр Тимофеевский |
| Директор картины          | Лидия Варенцова |

- Создатели приведены по титрам мультфильма.

## Отзывы
Отрывок из статьи:

...самой крупной по метражу (почти 17 минут) и, пожалуй, наиболее удачной «олимпийской» работой «Мульттелефильма» является фильм Анатолия Ивановича Солина «Колесо Фортуны» (1980, автор сценария Леонид Израилевич Лиходеев, художник-постановщик Инна Александровна Пшеничная). Сценарий Леонида Лиходеева изначально требовал серьёзной переработки, которая и была произведена режиссёром. Однако из-за временных затрат на переделку сценария сроки производства фильма были сильно сжаты. Это подтолкнуло Солина и Пшеничную к отказу от фонов и целлулоида и выбору необычной технологии: весь фильм снят на листах «кальки» (контур нанесен ручкой и раскрашен цветными карандашами), при этом декорационное решение упрощено до минимума и сведено к нескольким деталям, которые рисовались заново на каждой фазе движения. Содержанием работы вновь стала фантазия на древнегреческие темы, как и в фильме Дахно «Как казаки олимпийцами стали». Однако с Аресом на сей раз соревновался Геракл, олицетворяющий спортивную доблесть и честность. В пародийном поединке героев, как и в картине Дахно, изображались многие современные виды спорта. История создания этой ленты изобилует любопытными деталями. Это и попытка привлечения к работе Ю. И. Визбора (к сожалению, песня, написанная им для фильма, не пригодилась, но их отношений с режиссёром это не испортило), и неожиданное предложение композитора фильма Шндора Эрнестовича Каллоша Солину продирижировать хором во время записи музыки (с чем Анатолий Иванович с честью справился, имея за плечами опыт выступления, в том числе сольного, в детском хоре). Трудоемкий фильм был сдан в срок и демонстрировался во время Олимпиады. До сих пор эта картина смотрится с интересом...— Георгий Бородин

## Награды
- 1980 — Диплом Олимпийского спорткомитета в Москве[2]